# Guerra de Sucesión de Mantua
La guerra de Sucesión de Mantua (1628-1631) fue un conflicto periférico desarrollado en el marco más amplio de la guerra de los Treinta Años. Su casus belli se encuentra en la competencia entre diversos posibles herederos después de la extinción de la línea principal masculina de la Casa de los Gonzaga en diciembre de 1627. Los hermanos Francisco IV (1612), Fernando (1612-1626) y Vicente II (1626-1627), últimos tres duques de Gonzaga, habían muerto sin dejar herederos legítimos. La guerra enfrentó a Francia con los Habsburgo en una lucha por el control del norte de Italia. Concluyó con una grave derrota de los Habsburgo.

## Antecedentes

### Situación de los territorios de los Gonzaga

Situación de la península itálica a comienzos del siglo.

Mantua es una ciudad ancestral donde la línea masculina de la Casa de Gonzaga gobernó, primero como marqueses, y después de 1540 como duques (Ducado de Mantua), en vasallaje al Sacro Imperio Romano Germánico. Los Gonzaga, no obstante, estaban divididos en diversas ramas que solían acudir frecuentemente al emperador para dirimir las disputas territoriales que tenían entre sí. Montferrato era una región al este del Piamonte, enclavada entre este (al oeste), el Milanesado (al este) y la república de Génova (al sur), que fue feudo imperial desde los siglos XI o XII. Fue trocado en ducado desde 1575, después de ser marquesado. Era un territorio algo mayor que Mantua, rico y poblado, que aportaba copiosos ingresos a su señor. Los Gonzaga recibieron el Montferrato en 1530 como dote de la esposa del duque Federico II Gonzaga, el primero que ostentó el título. La dinastía construyó dos recias fortificaciones modernas en Mantua y Casal —capital del Monferrato— a lo largo del siglo XVI. El territorio, empero, era codiciado desde hacía siglos por la vecina Saboya, que había tratado de hacerse con él tanto mediante conquista como a través de matrimonios con sus señores.

### Inesperada crisis de sucesión
El 22 de diciembre de 1612, el duque Francisco IV, de Mantua y de Monferrato (como Francisco II de Monferrato) murió a la edad de 26 años. Su muerte ocurrió sólo seis meses después de la de su padre Vicente I Gonzaga, acontecida en junio, y de la su propio hijo, Luis, fallecido como él de viruela. Dejó solamente una hija, María, que entonces contaba con tres años de edad y que quedó excluida de la sucesión por su condición de mujer. Francisco IV también tenía dos hermanos pequeños, Fernando, por entonces cardenal, y Vicente. Los dos hermanos se disputaron la herencia, que obtuvo finalmente el mayor, Fernando, mientras que el menor obtenía el cargo de cardenal que había dejado vacante su hermano al ascender al trono ducal.
El hermano pequeño de Francisco, Fernando (1587-1626), tomó el poder, aunque para ello debió abandonar el capelo cardenalicio que disfrutaba desde 1607 y contraer matrimonio para la perpetuación de la línea familiar. Desposó primero secretamente a Catalina da Faà, hija de un noble menor del Monferrato a la que repudió antes de esta tuviese un hijo varón (Jacinto) en diciembre de 1616. casó luego con Catalina de Médici, hermana del gran duque de Toscana, Cosme II, y prima de la reina madre francesa, Catalina de Médici en febrero de 1617, pero este segundo matrimonio no tuvo descendencia. Así, Fernando trató en vano de legitimar al hijo de su primera esposa. Reinó hasta octubre del 1626, pero falleció igualmente sin descendencia legítima. Fernando se enemistó con España y el Imperio al invadir Bozzolo para forzar a su señor, hijastro de su hermano Vicente, a que no se opusiese a la anulación del matrimonio de este.
Fue el benjamín, Vicente II (1594-1627) quien le sucedió en febrero del año siguiente. Se había casado secreta e imprudentemente con una prima suya, Isabel Gonzaga de Novellara, de más de cuarenta años y con escasas posibilidades de tener hijos. Su hermano Fernando trató en vano de convencerlo para que solicitase la anulación del matrimonio; Vicente y su hijastro Escipión —hijo de Isabel— se opusieron, si bien el segundo se dejó persuadir finalmente. Los intentos de España y Francia para que el Tribunal de la Rota Romana anulase el casamiento fueron vanos. Para cuando ascendió al trono ducal, estaba ya muy enfermo —sufría de asma— y carecía de herederos varones. La que tenía los mayores derechos de sucesión en el Monferrato era su sobrina María —excluida de la sucesión por la ley sucesoria de Mantua, que impedía que lo heredasen mujeres, a diferencia de la del Monferrato—, mientras que a Mantua propiamente dicha los ostentaba Carlos III, duque de Nevers, cabeza de la llamada rama «Gonzaga de Nevers». Este era nieto del duque Federico II y primo carnal del difunto Vicente I. Era quien ostentaba los mejores derechos a heredar el ducado, pese a las pretensiones del duque Fernando de Guastalla, quien, en principio, sí que podía aspirar a recibir algunos territorios del ducado.
Sin embargo, los Gonzaga carecían de un sistema claro de herencia y estaban habituados a dirimir las frecuentes disputas sucesorias entre sus múltiples ramas apelando al fallo del emperador y compensando a los pretendientes frustrados en sus ambiciones, situación a la que se sumaba la diferencia de leyes sucesorias entre Mantua y Monferrato y la tesitura de que en este caso el probable heredero sería alguien ajeno a la línea directa; todo ello presagiaba una probable crisis. En situaciones parecidas, como la de 1591 cuando el Vespasiano Gonzaga, duque de Sabbioneta, falleció sin dejar herederos varones, el heredero principal tenía que resarcir a sus rivales para obtener el grueso de la herencia. En el caso de 1627, estos eran el duque de Saboya y el de Guastalla.

### Los vaivenes de Saboya

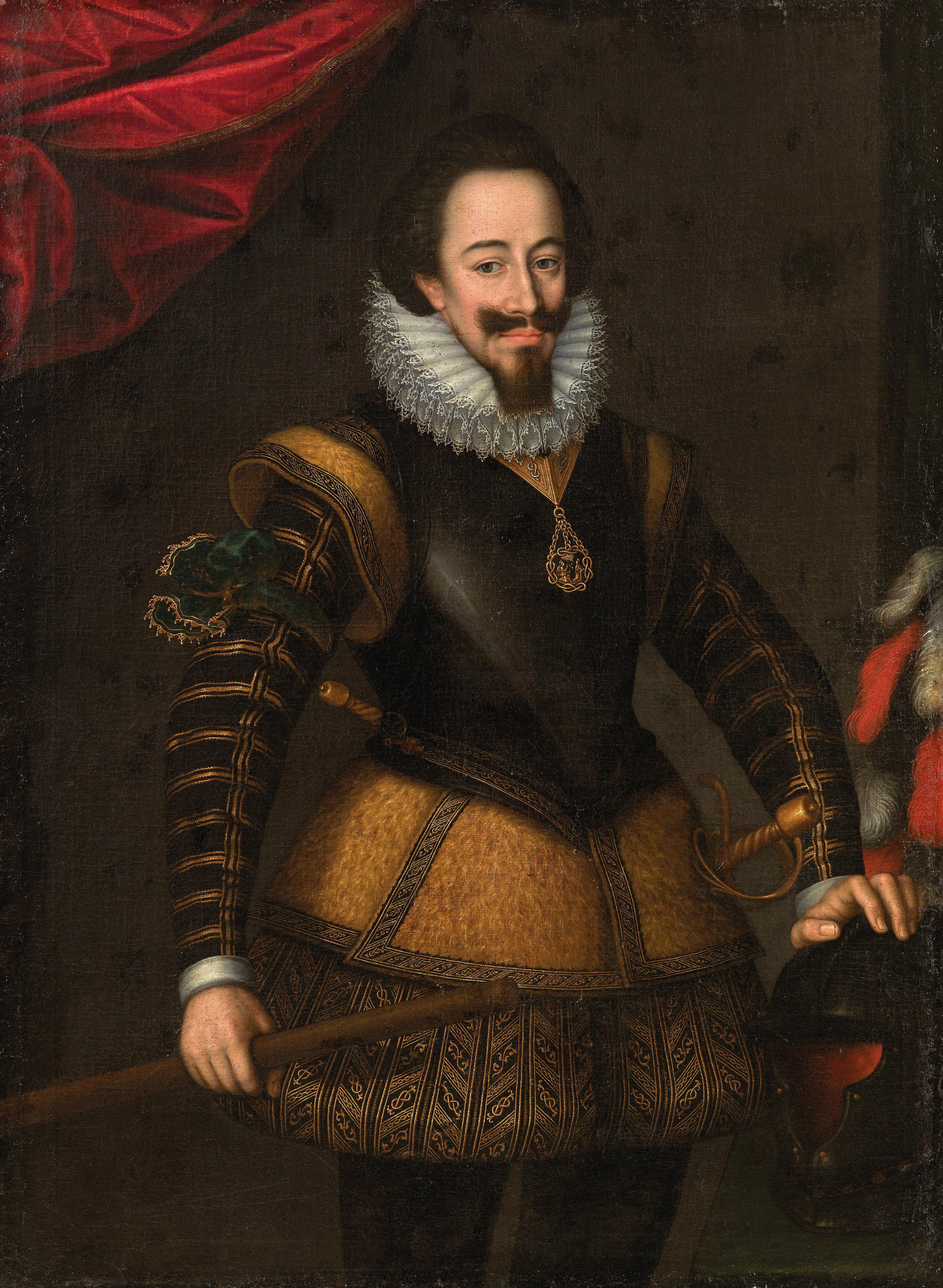
El duque Carlos Manuel I de Saboya, inestable aliado de Francia y España y uno de los aspirantes a hacerse con parte de la herencia del ducado de Mantua, que finalmente obtuvo.

Saboya ya había invadido el codiciado Monferrato en 1613, con ayuda militar francesa y financiera veneciana y la oposición del Milanesado español. Las hostilidades continuaron sin grandes consecuencias militares hasta 1617 y avivaron el sentimiento antiespañol en Italia. En 1616 Carlos Manuel había invadido el disputado ducado nuevamente con respaldo francés y veneciano y tropas protestantes alemanas —cuatro mil soldados— y francesas —otros diez mil—, que se enfrentaron a las españolas del Milanesado.
Luego Saboya se había aliado con Francia en agosto de 1624, con la intención de atacar Génova, aliada de España, y atraer tropas españolas del Milanesado para que no pudiesen intervenir en la Valtelina. Mantua trató de mantenerse neutral en el conflicto, pero ello no impidió que franceses y saboyanos ocupasen parte del sur del Monferrato y estableciesen guarniciones en él durante la campaña contra Génova. Los estragos hicieron que el duque Fernando declarase la guerra a Saboya, lo que facilitó el estrechamiento de la alianza entre esta y Francia, pese a los esfuerzos del duque de Nevers, que la rechazaba. Los españoles, sin embargo, lograron socorrer Génova en agosto de 1625 y concentrar tropas en el Milanesado para hostigar a las francesas apostadas en la Valtelina, al tiempo que en Francia estallaba una revuelta hugonote. Francia, acudiada por esta serie de reveses, optó por firmar el Tratado de Monzón con España el 6 de marzo de 1626, abandonando a su suerte al duque de Saboya. La guerra estrechó además los lazos entre el duque Fernando de Mantua y los Habsburgo, pues gracias a ellos había conservado el Monferrato. Su hermano Vicente mantuvo esta misma actitud proespañola.
Francia trató de recomponer la liga con Saboya en 1627, ante la inminente muerte del duque Vicente. Propuso cederle parte del Monferrato a cambio de que reconociese al duque de Nevers señor del resto del ducado mantuano, al tiempo que negó toda cesión al duque de Guastalla, demasiado cercano a España. Carlos Manuel, consciente de la poca vida que le quedaba al duque vecino, exigió la entrega de entre un tercio y la mitad del ducado vecino.

### Maniobras de los partidarios de Nevers
Los partidarios del duque de Nevers debilitaron a sus rivales mediante una serie de maniobras en los últimos días de vida del duque Vicente. Acusaron al duque de Guastalla de planear un golpe de Estado y pusieron en marcha una campaña para desacreditarlos a él y a su hijo. Impidieron que el enviado del Milanesado viese al duque moribundo y destituyeron al jefe del Ejército ducal, marqués de Luzzara, opuesto a Nevers, reemplazándolo por el propio hijo de este. El alcaide de la importante fortaleza de Casal, cercano a los españoles, fue también sustituido por otro, que hubo de jurar fidelidad al duque de Rethel. El golpe final fue el desposar a Rethel con María para asegurarse de conservar Monferrato. La cercanía familiar entre los posibles esposos exigía una dispensa papal, que se solicitó el 17 de diciembre y llegó a Mantua el 24 del mismo mes. El matrimonio se celebró apresuradamente la Nochebuena del 1627, el mismo día que llegó la dispensa papal para celebrar el desposorio, horas antes de que falleciese Vicente II tras apenas catorce meses de reinado. El casamiento se celebró con el beneplácito del papa —Urbano VIII, hostil a España—, que se lo aconsejó al duque Vicente, que accedió ya moribundo. También obtuvo el respaldo de Venecia y Francia, mientras que España había tratado infructuosamente de que el difunto Vicente desposase a su sobrina y acogía en Milán al hijo del duque de Guastalla, César. El borrador del testamento del difunto duque también hacía heredero universal a Carlos de Nevers.

## Contienda

### Actitud de los beligerantes
Las pretensiones de Carlos de Nevers fueron apoyadas por Francia —Carlos era un noble de esta nación, uno de los más poderosos del reino, que había gobernado Champaña durante cuarenta años—, que se veía en peligro por el progresivo cerco a que le sometía la extensión de los dominios de los Habsburgo y sus aliados. El duque, sin embargo, no era bien visto por la corte francesa, a la que había disgustado repetidamente a lo largo de la década, y especialmente por Richelieu, que esperaba de él una actitud más flexible y favorable a un acuerdo con Saboya, con la que Francia también pretendía pactar. Además de la reticencia política a sostener sin más a Nevers en Mantua, el Gobierno francés no podía auxiliarlo militarmente hasta que no concluyese el sitio de La Rochela.
El duque de Saboya Carlos Manuel I tenía la esperanza de incorporar el Monferrato a su ducado tanto por una antigua reclamación que Saboya tenía sobre parte de las tierras del ducado como por los derechos sobre él que tenía María, nieta del duque puesto que su madre Margarita de Saboya era hija de Carlos Manuel. Ante la negativa del duque de Nevers a cederle territorio, presentó al gobernador español interino del Milanesado la oferta de invadir conjuntamente Monferrato. A España el fallecimiento del duque le permitía en principio apoderarse de ciertas plazas, en especial la de Casal, que hubiesen permitido reforzar las defensas del vecino Milanesado. Las principales fortalezas del ducado hubiesen supuesto una grave amenaza tanto al Milanesado como al Camino Español en manos de un señor hostil aliado a Francia. Saboya y el gobernador español del Milanesado, Gonzalo Fernández de Córdoba y Cardona pactaron el reparto del Monferrato la víspera de la muerte del duque Vicente, al igual que Nevers, sin contar con el emperador: la primera obtendría el grueso del ducado, pero el segundo recibiría Casal y Moncalvo. Fernández de Córdoba había asegurado al duque saboyano que contaba ya con el permiso de la corte madrileña para impedir la sucesión en el ducado vacante si no contaba con el beneplácito imperial, cosa que no era cierta. Esta liga invertía la de 1613, cuando el entonces gobernador del Milanesado había intervenido militarmente en favor de los Gonzaga en contra de Saboya, que percibía como posible aliado de Francia.
El duque de Nevers contó con el respaldo de Francia, Venecia y el papa, mientras que su rival disfrutó del de la Monarquía Hispánica, Saboya y el Imperio. Luis XIII lo apoyó no solamente por ser su súbdito, sino también porque el ducado estaba formalmente bajo protección francesa en virtud de los tratados de Cambrai y Vervins. El duque de Nevers era además antiguo enemigo del gobernador del Milanesado pues en 1622, cuando era todavía gobernador de Champaña, había amparado a Ernesto de Mansfeld y de Cristián de Brunswick, que seguidamente habían intentado en vano invadir Flandes y habían sido derrotados por Fernández de Córdoba en Fleurus. El de Nevers contaba con notables ventajas: el apoyo del principal partido del ducado, el francófilo; el casamiento de su hijo con María, vista por la mayoría de la población como la señora natural del feudo; y el testamento del recién fallecido duque Vicente. Contra él sus enemigos trataron de esgrimir la falta de permiso imperial a la sucesión, necesario cuando la línea directa se extinguía y el gobierno pasaba a otra colateral, aunque en el fondo la disputa no era un enfrentamiento entre los derechos de la casa de Nevers y la de Guastalla, sino entre Francia y España por la hegemonía en la Italia septentrional. El Consejo de Estado español, que en un principio había aceptado que Nevers se hiciese con Mantua el 11 de enero de 1628, cambió de idea el mismo día ante la información que recibió de Milán. El rey, sin embargo, se mostró al comienzo reacio a intervenir militarmente solo porque Nevers no hubiese seguido el procedimiento tradicional para obtener la aquiescencia del emperador a su advenimiento al trono ducal. Solo cedió el 15 de enero ante la resolución favorable de la consabida junta de teólogos. Se creó una junta especial para tratar el asunto de Mantua que aprobó la liga —secreta— con Saboya y la intención de Fernández de Córdoba de actuar en apariencia como mero agente del emperador. La corte madrileña sabía ya a finales de febrero que Francia estaba dispuesta a sostener a toda costa a Nevers, y no permitiría la interferencia española en la transmisión sucesoria del ducado.
El emperador Fernando II, que desde hacía cinco años estaba casado con Leonor de Mantua (1598-1655), hermana de los tres últimos duques, siendo así cuñado de Vicente II, intentó reincorporar el ducado de Mantua al Imperio, en concepto de bien vacante, con la idea de cedérselo a una línea menor, la de Gonzaga de Guastalla, representada por Fernando II de Guastalla, descendiente de un hermano pequeño de Federico II Gonzaga de Mantua y del marqués Francisco I, y que contaba con la ventaja de ser aliado de españoles y austríacos, pues debía su ducado a estos.

### Operaciones

#### Invasión hispano-saboyana

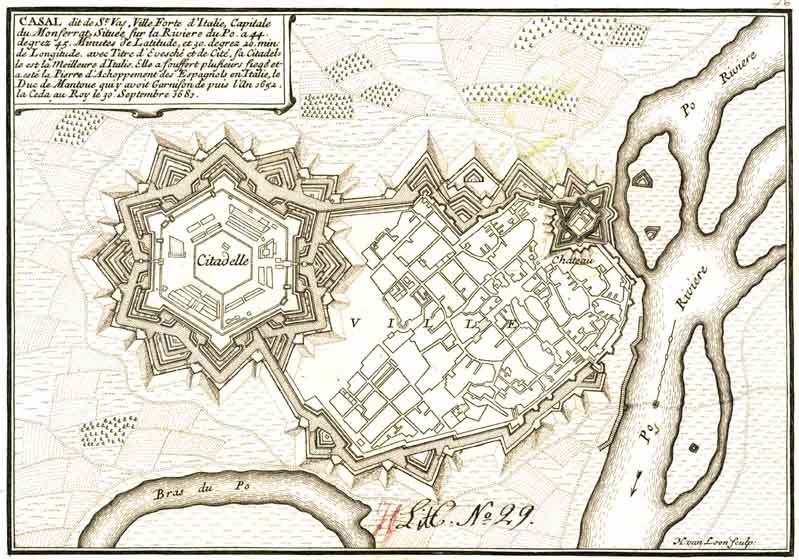
La imponente fortaleza de Casal, junto al Po, de traza italiana, erigida en el siglo anterior. Era la principal plaza fuerte del ducado de Monferrato.

Carlos se hizo con el ducado en nombre de sus padres nada más fallecer el duque Vicente. Fernández de Córdoba había enviado un emisario a tratar de que el duque Vicente cambiase la sucesión, pero este falleció antes de que el representante alcanzase la corte mantuana. Por entonces la principal plaza fuerte del ducado, Casal, apenas contaba con doscientos malos soldados como guarnición. Antes de que Fernández de Córdoba lograse cercarla, sin embargo, el duque de Nevers consiguió protegerla con cuatro mil.
En 1628, Carlos Manuel conquistó la parte del Monferrato que le correspondía según el pacto con Fernández de Córdoba, mientras este penetraba lentamente en la otra, poco después, a finales de marzo. El gobernador tenía orden de Madrid de invadir el ducado después de que lo hiciesen las tropas de Saboya, para no dar impresión de ser el agresor, sino de limitar el avance de Carlos Manuel. Para entonces, en todo caso, ya se había publicado el edicto de incautación del ducado, y las operaciones militares pudieron presentarse como mero cumplimiento de este. Fernández de Córdoba invadió el ducado supuestamente en nombre del emperador dado que el territorio era feudo imperial y correspondía al emperador designar al señor del lugar cuando el linaje que lo regía se extinguía. Invadió el ducado, sin embargo, sin contar con el beneplácito del emperador, que se lo había negado inicialmente a instancias de su esposa, la tía de la nueva duquesa María, más interesada en conservar unidas las tierras de los Gonzaga que partidaria de Nevers. Tampoco contó con ayuda militar del imperio: las fuerzas del emperador Fernando estaban entonces concentradas en rendir Stralsund, en Pomerania y solo tras el sometimiento de la plaza podía España recibir respaldo militar en el norte de Italia. El avance de Fernández de Córdoba fue lento. No había invadido el ducado inmediatamente tras el fallecimiento del duque Vicente y la negativa imperial a la petición de emprenderla en nombre del soberano del imperio no le llegó a Fernández de Córdoba hasta finales de enero de 1628. Por añadidura, este carecía de tropas suficientes para acometer una gran invasión y de fondos para sufragarla. El rechazo del emperador a dar cobertura legal a la invasión retardó la ocupación: el gobernador milanés esperó entonces hasta recibir la orden expresa de Felipe IV, que le llegó el 2 de marzo, y penetró en el ducado vecino veintisiete días después. El retraso permitió al duque de Nevers viajar de Francia a Mantua, a donde llegó el 17 de enero. Allí se negó a someter su asunción del título al juicio imperial. Solicitó la investidura del emperador, pero no esperó la respuesta de este antes de proclamarse duque y a acuñar moneda con su imagen. Esto desbarataba los intentos de contentar a Saboya y se sumaba a la infracción del Tratado de Asti de 1615, que disponía que María únicamente había podido permanecer en territorio de los Gonzaga con la condición de que el emperador diese el visto bueno a su matrimonio, que no había sido el caso. La actitud de Nevers y la presión tanto de los representantes españoles como de Guastalla y sus partidarios en Viena fue empeorando la posición de aquel en la corte imperial. Finalmente Fernando promulgó el edicto de incautación del ducado el 20 de marzo de 1628, que debía someter los territorios ducales a un comisario hasta que dirimiesen las reclamaciones a la herencia.
Las operaciones militares se limitaron a Monferrato: no hubo combates reseñables en Mantua, a donde llegó el comisario imperial Juan de Nassau el 2 de mayo para tratar con Carlos de Nevers la encautación pacífica del ducado.
En vez de dirigirse directamente contra Casal, Fernández de Córdoba optó por ir ocupando plazas menores del Monferrato (Alba, Trino, Pontestura, Moncalvo y Niza de la Palla), esperando recibir pronto refuerzos para emprender el cerco de la poderosa fortaleza mantuana. Los refuerzos, sin embargo, fueron llegando lentamente y resultaron exiguos para la empresa. Contó al principio de la campaña únicamente con las debilitadas unidades milanesas, sobre cuyo número las fuentes no coinciden: eran entre seis y ocho mil infantes y entre mil doscientos y mil quinientos jinetes. El plan original era apoderarse mediante de Casal al asalto, quizá incluso con la ayuda de un traidor, no con un asedio en regla, pero los retrasos y la falta de fuerzas lo frustraron. El asedio en firme comenzó a mediados de mayo. El que la invasión no terminase con una victoria rápida requirió el envío a Italia de dinero y recursos en principio destinados a Flandes, lo que frustró las esperanzas españolas de firmar finalmente la paz con los holandeses, que entonces estaban negociándose.
Al mismo tiempo, Fernández de Córdoba rechazó la paz que le propuso el duque de Nevers, que prometió desmantelar Casal y admitir en el ducado guarniciones imperiales. Francia, por su parte, se mostró en un principio conciliadora y dispuesta a tratar con Madrid, dado que por entonces tenía empeñado el ejército en el sitio de La Rochela. Comenzó, empero, a concentrar tropas para el socorro de Casal en abril. Esperaba concluir el cerco de La Rochela para intervenir en Italia. Carlos Manuel debía impedirlo, cerrando a los franceses el paso de los Alpes.
La situación de Casal empeoró en junio, pero para entonces Luis XIII de Francia había concedido al de Nevers permiso para reclutar fuerzas en sus tierras francesas y Fernández de Córdoba tuvo que ceder parte de sus fuerzas al duque de Saboya para proteger los puertos alpinos de una eventual ofensiva francesa, debilitando el asedio. La alianza era además tirante, pues los dos socios buscaban sus propios intereses: Fernández de Córdoba sospechaba incluso que parte de las fuerzas que habían reforzado Casal en los primeros meses del 1628 eran soldados licenciados del duque de Saboya, al que también acusó luego de haber enviado pertrechos a los sitiados. El cerco se había debilitado tanto en agosto que los sitiadores no pudieron impedir que la plaza recogiese la cosecha de los alrededores.
Pese a ello, España rechazó la mediación tanto del papa como del gran duque de Toscana.

#### Reacción francesa

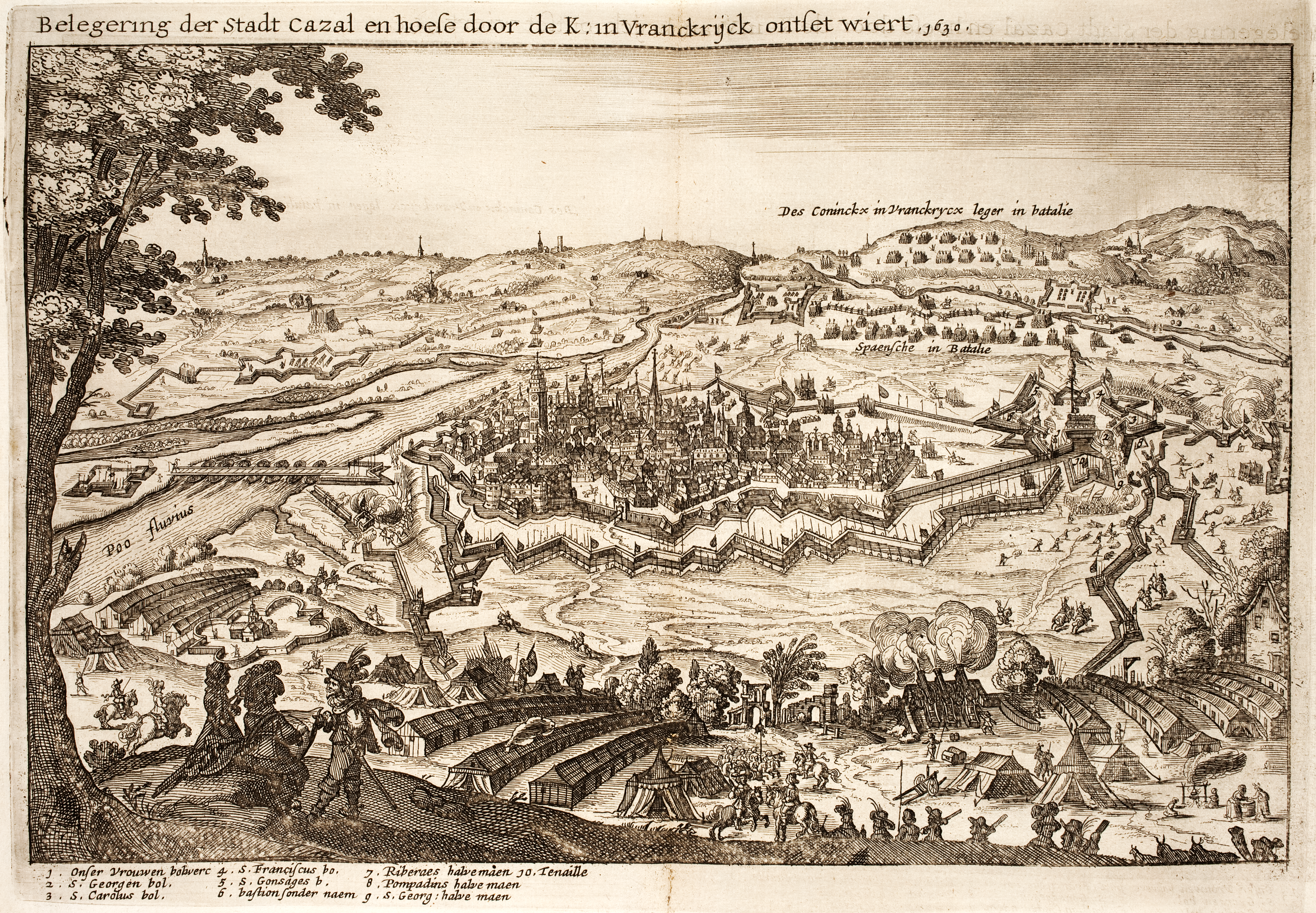
Imagen del segundo socorro francés a Casal (1630), que desbarató el segundo asedio a la ciudad, que volvió a fracasar.

El primer intento de socorro a la plaza desde Francia fracasó en agosto. Los saboyanos batieron con facilidad a las tropas del marqués de Uxelles —soldados de los feudos franceses de Carlos de Nevers— en Saint-Pièrre, que trataron de acudir en auxilio de Casal. El asedio de esta se estrechó entonces con la vuelta a él de las tropas que Fernández de Córdoba había cedido al duque de Saboya y con la llegada de otras. Para entonces la conquista de la fortaleza se había transformado en una carrera por concluir el cerco antes de que cayese La Rochela y el ejército francés pudiese intervenir en Italia. La cercanía del invierno, los disturbios milaneses de principios de noviembre y la rendición de La Rochela (28 de octubre) menguaron, sin embargo, las posibilidades de victoria española. Por añadidura, por entonces Saboya ya estaba en tratos con Richelieu, que al poco de rendir La Rochela se aprestó a socorrer Casal en pleno invierno.
Antes de hacerlo, Richelieu ofreció un último concierto a Madrid a finales de noviembre: un emisario trajo la propuesta, que el Gobierno español rechazó. Francia ofrecía pactar a cambio de que España aceptase que un tercero neutral ocupase Casal, Nevers pidiese perdón al emperador y diese garantías de «buen comportamiento» al Gobierno español a cambio del reconocimiento como duque de Mantua; Richelieu consideraba la oferta generosa, pero para Madrid suponía un baldón, pues el ejército hubiese tenido que retirarse sin haber conquistado la plaza. Richelieu hubo de vencer la decidida oposición de la reina madre y del partido dévot, contrarios a arriesgarse a una guerra con España, preocupados por la pervivencia de núcleos hugonotes en el reino y por los sacrificios fiscales que suponían las campañas, para que el rey aprobase llevar el ejército al norte de Italia.
Sin componerse probablemente por fin con el duque de Saboya, Luis XIII de Francia y el cardenal Richelieu atravesaron los Alpes por el puerto de Mont Cenis con un ejército procedente del sitio de La Rochela y forzaron el paso de Susa, en el Piamonte, el 6 de marzo de 1629. La marcha invernal de los franceses asombró a Madrid, que no esperaba que actuasen hasta la primavera siguiente. La resistencia saboyana fue escasa y el duque no empleó contra los francesas las unidades españolas que le acompañaban. Los representantes franceses en Turín habían asegurado en todo momento a Carlos Manuel que respaldaban las reivindicaciones saboyanas sobre el Monferrato y que el ejército acudía únicamente para impedir que Carlos de Nevers perdiese toda su herencia. Casal recibió además una guarnición francesa. En abril se firma con Carlos Manuel la llamada «tregua de Susa», que se había empezado a negociar el 7 del mes anterior, tras la victoria francesa; a la liga franco-saboyana se sumó  Venecia el 8 de abril y Mantua el 11 de mayo. Según lo estipulado en este pacto entre franceses y saboyanos, los españoles levantarían el cerco a Casal y se retirarían a Milán, mientras que los franceses conservarían temporalmente Susa como garantía, si bien devolverían a Saboya el resto de territorios que habían ocupado durante la campaña. Si España se negaba a poner fin al asedio de Casal, el ejército francés atacaría a Fernández de Córdoba con apoyo de Saboya. Esta, por su parte, recibía de Francia la cesión de Trino y los quince mil escudos de renta que producía su comarca, concesiones que disgustaron a Carlos de Nevers. Tuvo, no obstante, que reconocer a Carlos como nuevo duque de Mantua. En mala situación por la falta de dinero y de refuerzos, el gobernador del Milanesado aceptó finalmente las condiciones francesas, levantó el cerco de Casal el 16 de marzo y se retiró a su provincia, amenazada no solamente por el ejército francés, sino también por Venecia. El mando de Casal pasó al conde de Toiras, jefe militar francés que se había distinguido en el asedio de La Rochela. Las ganancias del duque de Saboya por abandonar la liga con España se confirmaron en el Tratado de Bossolino del 10 de mayo: el ducado conservaba la parte disputada del Monferrato y recibía la promesa de apoyo francés en caso de ulteriores pactos. Sin embargo, poco después volvió a cambiar de bando.

#### Incursión en el Milanesado
Carlos de Nevers penetró en el Milanesado al tiempo que el ejército francés desbarataba el cerco de Casal. Saqueó Casalmaggiore y trató en vano de apoderarse de Sabbioneta y con ello desencadenó la intervención militar del imperio, cuyas tropas empezaron a pasar a Italia en mayo por la Valtelina, al mando del conde Rambaldo de Collalto. En esta se apostaron además guarniciones imperiales con el fin de dominar el paso entre Alemania e Italia, que no se retiraron hasta 1631.

#### Segundo asedio de Casal y Mantua

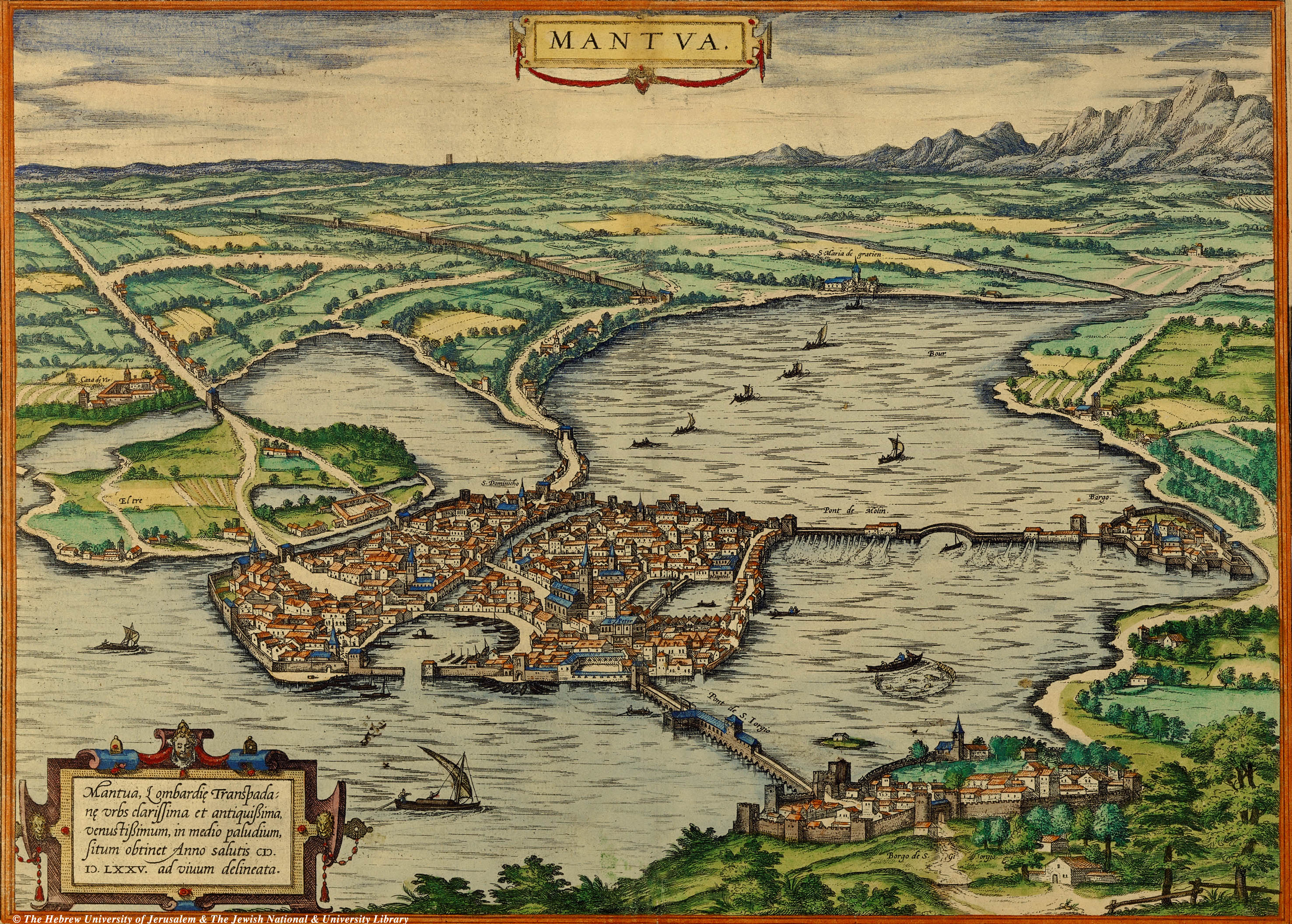
Imagen de Mantua en 1575 en la que se aprecia su buena situación defensiva gracias a estar rodeada por el Mincio.

Al este, un ejército imperial emprendió la conquista de Mantua propiamente dicha en septiembre del 1629. En agosto ya se habían reunido treinta mil soldados para la operación —llegó a haber cincuenta mil en la región—. Con las tropas venidas de Alemania, mal vistas por Spínola por su indisciplina, llegó también la peste, que se extendió por la región. Spínola y Collalto decidieron repartirse las operaciones: el primero cercaría Casal y el segundo, Mantua.

El ducado de Mantua propiamente dicho, situado al sureste del Milanesado, con sus principales poblaciones a comienzos del siglo.

La primera línea de defensas cayó en poder de los imperiales en octubre, que seguidamente acometieron el sitio de la capital del ducado. El asalto que se llevó a cabo en noviembre fracasó, así como el intento de inundar la ciudad con las aguas del Mincio. El ejército imperial firmó una tregua en diciembre y se replegó para invernar; mientras, la peste alcanzó la ciudad, socavando su resistencia al asedio, que se reanudó en mayo de 1630. Los sitiadores vencieron a un contingente mantuano-veneciano que trató de auxiliar la ciudad. El segundo asalto a la plaza, que se verificó el 16 de julio de 1630, concluyó con la conquista de la ciudad, que fue entregada al saqueo de los soldados imperiales durante tres días. El duque de Nevers capituló ante el ejército imperial y fue trasladado a los Estados Pontificios.
El Gobierno de Madrid se negó a aceptar lo pactado en Susa, destituyó a Fernández de Córdoba y nombró en su lugar al prestigioso Ambrosio Spínola —paradójicamente, contrario a la participación española en la disputa sucesoria—, que reanudó el asedio de Casal con la colaboración del duque de Saboya, que incumplió así lo firmado en Susa. Spínola, nombrado gobernador del Milanesado y jefe del ejército español en Italia el 16 de julio de 1629, contó con bastantes más fuerzas que su predecesor. Arribó a Génova desde España con amplios poderes el 19 de septiembre y el 23 ya se hallaba de camino a Milán. El asedio duró cinco meses, hasta octubre de 1630, pero volvió a fracasar y a acabarse por la intervención de un nuevo ejército de socorro francés. Las relaciones de Spínola con Carlos Manuel fueron mucho más tensas que las que este había tenido con su predecesor en el cargo, porque desconfiaba del duque, al que tenía por aliado poco fiable.
Lo primero que intentó Spínola dada la situación y la estación, fue pactar con Nevers, sin conseguirlo. Seguidamente tomó algunas plazas del Monferrato, evacuadas por sus defensores franceses, que se concentraron en Casal (Niza, Acqui, Fubine, San Salvador, Lu, Vignale Monferrato y Ponzone), mientras el enemigo conservaba otras en torno a la gran fortaleza (Pontestura, San Jorge y Rosignano).

#### Mediación papal y ascenso de Mazarino
Los esfuerzos del embajador francés por persuadir al papa para que se coligase con Francia fracasaron. A Urbano le había disgustado la entrada en Italia de las fuerzas imperiales, muchos de cuyos mandos eran protestantes y cuyos soldados cometían desmanes contra la población de Mantua, pero insistió en mantenerse neutral y tratar de mediar para que se firmase la paz. Florencia, Módena y Parma también optaron por la neutralidad en el conflicto.
El papa encomendó la mediación entre los beligerantes a su sobrino, el cardenal Antonio Barberini, de cuya delegación formó parte Mazarino, por entonces simple ayudante del cardenal. Este se granjeó la confianza primero de Fernández de Córdoba y luego de Spínola, a los que presentó un plan de paz que comportaba el sometimiento formal del duque de Nevers al emperador y la ocupación temporal del ducado en disputa —salvo Casal y Mantua— por tropas imperiales. Spínola vio con buenos ojos la propuesta y aconsejó a Mazarino que se la comunicase al duque de Nevers. Mazarino viajó efectivamente a Mantua en septiembre de 1629 para tratar con Nevers; este consultó con Venecia, que se opuso al plan, y con Francia. Saboya, a la que también se presentó el plan, evitó pronunciarse sobre él.

#### Segundo socorro francés a Casal
Mientras, en Francia, los levantamientos hugonotes del Languedoc habían sido sofocados. La Paz de Alés del 20 de junio volvió a dejar libre a Richelieu para intervenir en Italia. Francia debía encargarse de socorrer Casal, mientras que Venecia quedó encargada de hacer lo propio con Mantua.
Richelieu había sido nombrado jefe de la expedición de socorro la Nochebuena de 1629 y partió de París cuatro días después, con tres mariscales a sus órdenes. Richelieu se entrevistó con Mazarino, emisario papal, el 29 de enero de 1630. Se avino a que este prosiguiese sus negociaciones de paz puesto que lo que defendía coincidía en lo fundamental con la posición francesa, pero se negó a detener la expedición a Italia.
Cruzó el puerto de Montgenèvre el 23 de febrero pese a las nieves que entorpecían el paso y llegó a Susa, que seguía en poder de Francia. Trató de que Carlos Manuel volviese a cambiar de bando prometiéndole el Milanesado y Génova si cedía Saboya a Francia, pero este rehusó el trato y reforzó las defensas de Avigliana, plaza situada entre Susa y Turín. Richelieu reanudó la marcha el 13 de marzo, temiendo llegar tarde al socorro de Casal y Mantua. Con sus veintitrés mil soldados, rodeó  Avigliana y marchó hacia Turín, donde Carlos Manuel había reunido quince mil. Cruzó el Dora Riparia por Casalette al alba del día 19 y alcanzó Rivoli, dando la impresión a los saboyanos que pretendía cercar Turín. En vez de ello, viró bruscamente hacia el sur el 22 y se dirigió a Piñerol, estratégica fortaleza que conquistó el 29 de marzo de 1630 y que Francia decidió conservar, pese a que ello conllevaría probablemente la guerra con España y Saboya. Piñerol dominaba la salida a la llanura del Po del camino que, desde Francia, pasa por el puerto de Sestrières y sigue el valle del Clusone. La maniobra aseguraba la retaguardia del cardenal. La toma de Piñerol supuso la ruptura total de Carlos Manuel con Francia y la llegada de Spínola y Collalto, que se apostaron en Carmañola el 4 de abril, si bien se negaron a atacar a Richelieu, como pretendía el duque. Los dos generales finalmente decidieron abandonar la zona y volver a sus respectivos asedios de Casal y Mantua.
Richelieu marchó entonces a Grenoble a recibir a Luis XIII, que le llevaba diez mil hombres de refuerzo; se reunió con él el 10 de mayo. Intensificó las operaciones a partir de mayo, pese a la creciente oposición interna en Francia. El nuevo ejército entró en Saboya esta vez por el Mont Cenis; ocupó los valles de Tarentaise y Maurienne y obligó a las fuerzas saboyanas del príncipe Tomás a replegarse al valle de Aosta tras cruzar el puerto del Pequeño San Bernardo. El ejército, ya sin el rey, que había abandonado la expedición por miedo a la peste que aquejaba por entonces el Piamonte, cruzó el Mont Cenis el 6 de julio, camino de Piñerol. El príncipe Víctor Amadeo de Saboya atacó su retaguardia desde Avigliana con fuerzas superiores a las francesas, pero salió derrotado y tuvo que retirarse. Los franceses se apoderaron de Saluces el 20 del mes, abriendo así una nueva vía de comunicación con Francia. Carlos Manuel falleció poco después en Savigliano, el día 26. Para entonces los franceses dominaban todos los puertos alpinos entre Francia e Italia.
Ante la imposibilidad de acudir en persona a Italia a avivar la marcha del ejército que debía socorrer Casal, Richelieu dio poderes al mariscal de Schomberg para que fuese en su lugar. Este comenzó por cercar la plaza de Avigliana, que estorbaba las comunicaciones con Saluce y Piñerol; la tomó el 27 de agosto. Mientras, Mazarino trataba con el nuevo duque de Saboya, Víctor Amadeo I, dispuesto a renunciar al Monferrato si Francia le devolvía los territorios que había ocupado. El emperador también se mostraba más conciliador con Francia tras la toma de Mantua. Mazarino logró que los tres (Francia, Saboya y el Imperio) firmaran una tregua el 4 de septiembre que debía durar hasta el 15 de octubre, a la que Spínola se negó a adherirse salvo que se le permitiese ocupar Casal. Los franceses, con dificultades ya para defenderla, se avinieron a ello, pero con condiciones: los españoles recibirían la ciudad, pero no la ciudadela, y la evacuarían si el ejército de socorro llegaba a ella antes del 1 de noviembre.
Spínola falleció por enfermedad durante la operación de asedio, el 25 de septiembre de 1630, en Castelnuovo Scrivia; para entonces ya había sustituido al mando del asedio por el marqués de Santa Cruz (15 de septiembre). Las maquinaciones de Carlos Manuel contra él habían hecho que cayese en desgracia ante la corte de Madrid, que le había privado de los poderes de representación diplomática que antes se le habían conferido. Santa Cruz, pese a hallarse en buena situación para disputar una batalla decisiva, prefirió retirarse al Milanesado.
Schomberg aprovechó las semanas de tregua para preparar su ejército para el socorro de Casal, que deseaba hacer antes del 1 de noviembre. Soslayando la noticia del acuerdo de paz de Ratisbona, Schomberg decidió proseguir la campaña: el 17 de octubre cruzó el Po cerca de Racconigi y se encaminó hacia Asti, con la intención de llegar a Casal antes de la fecha límite que hubiese obligado a entregar la ciudadela a los españoles. El 20 de octubre le llegó la comunicación de la firma de la paz, que contenía condiciones peores para Francia que las pactadas en la tregua de septiembre y le hubiesen obligado a detenerse hasta diciembre. Arguyendo que el tratado no se había ratificado aún —nunca lo fue—, rehusó dejar de avanzar, decisión que Richelieu respaldó en un despacho que le llegó a los pocos días.
La disputa la resolvió finalmente Mazarino, que arrumbó el pacto de Ratisbona: convenció a Víctor Amadeo para que se ciñese a lo pactado en la tregua de septiembre; a Santa Cruz de que la cesión algunas semanas antes de Casal le evitaría una batalla en la que posiblemente saliese malparado; al general imperial Collalto de admitir la entrega de la plaza a la administración conjunta del duque de Nevers y de un comisario escogido por el propio Collalto. Casal quedaría en manos de tropas mantuanas, no francesas. Sin embargo, Schomberg no se avino a detener su avance salvo si los españoles evacuaban Casal antes que los franceses hiciesen lo propio con su ciudadela, condición que Santa Cruz todavía no había admitido. Se acercó por tanto al ejército enemigo y la vanguardia ya había chocado con él cuando Mazarino se interpuso entre los combatientes cabalgando crucifijo en mano y proclamando que Santa Cruz se había avenido finalmente a cumplir la condición exigida por Schomberg. Casal pasó a manos de los mantuanos según lo dispuesto por Mazarino.

## Paz y consecuencias
Los acontecimientos en Alemania, con la intervención sueca en la guerra de los Treinta Años, obligaron a los Habsburgo a ceder y a aceptar a Carlos de Nevers como duque de Mantua. La dificultad de expugnar Casal, la determinación francesa a acudir en su auxilio si era cercada por tercera vez, los costes de la guerra con las Provincias Unidas, la peste que diezmaba a las tropas imperiales en Italia y la amenaza creciente de Gustavo Adolfo hicieron ceder a las dos dinastías austriacas. Se firmaron en consecuencia los Tratados de Querasco del 6 de abril y del 19 de junio de 1631 en virtud de los cuales el emperador reconocía al duque de Nevers la posesión de Mantua y de una parte del Monferrato; el duque, sin embargo, había quedado arruinado por el conflicto. Saboya recibió igualmente otra parte del Monferrato (Trino y Alba), mientras que Francia mantuvo el control de la plaza fuerte de Piñerol, de gran importancia estratégica, que le permitía intervenir a voluntad en la llanura del río Po. El nuevo duque de Guastalla, César Gonzaga, también recibió una parte de los territorios mantuanos (Dosolo, Reggiolo y Luzzara). España no recibió nada. En conjunto, la paz resultó favorable a Francia.
La contienda resultó un descalabro para los Habsburgo austriacos y españoles. España dio mala imagen en Europa, tensó las relaciones con Viena, no pudo obligar a los holandeses a firmar la paz y no alcanzó los objetivos militares en el norte de Italia. Para el Imperio, la campaña acabó con la necesidad de reconocer finalmente al duque de Nevers y la pérdida de numerosos soldados por la epidemia que aquejaba el norte de Italia. Las principales ventajas de la paz para Viena fueron la posibilidad de trasladar tropas del norte de Italia a Alemania para hacer frente al ejército sueco y la confirmación de la autoridad imperial en la confirmación de las entronizaciones en los feudos italianos. La guerra agudizó además la rivalidad franco-española, que desencadenó un lustro después una guerra abierta, tras una larga tensión.